# Здзіслав Бексінський

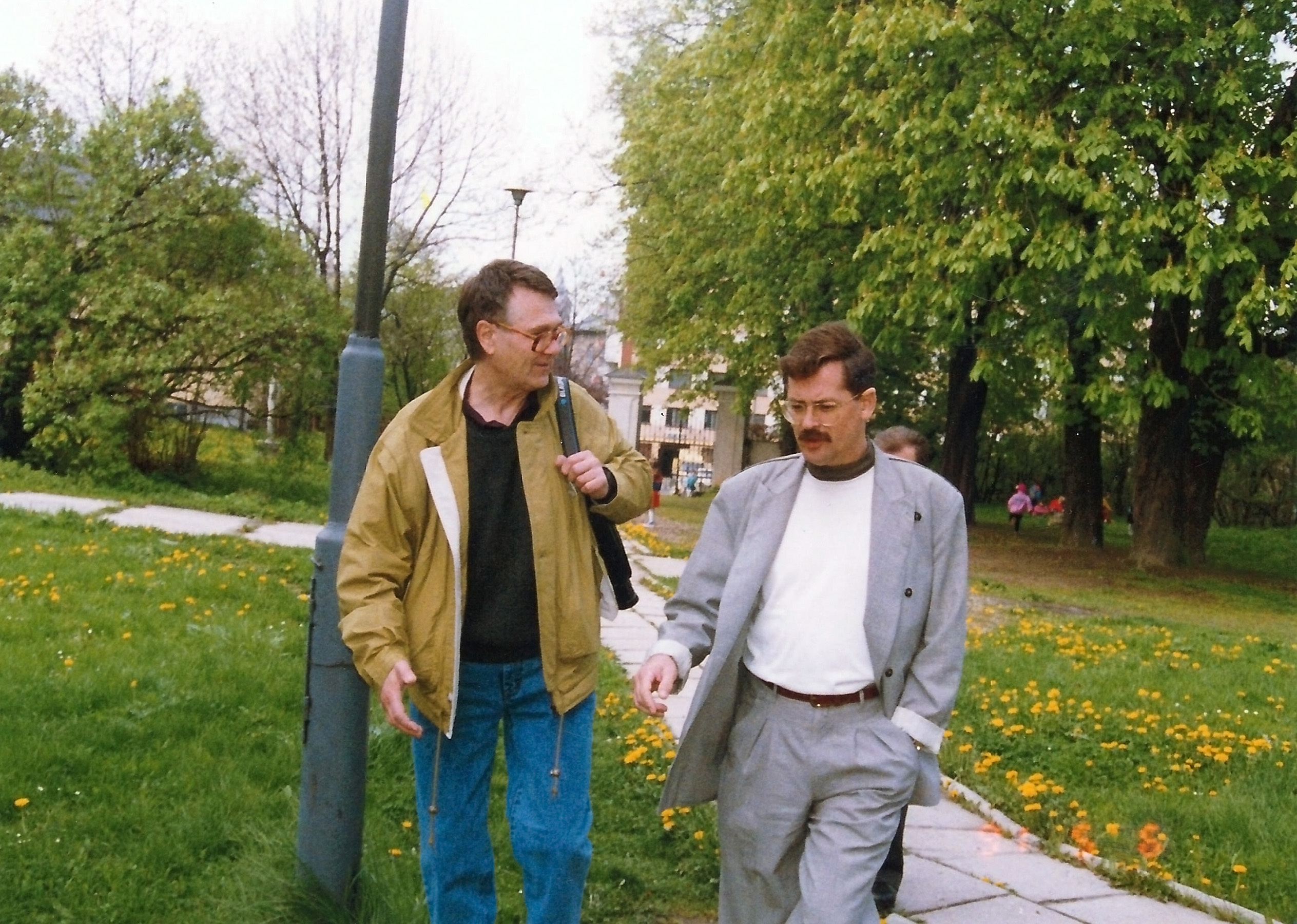
Здзіслав Бексінський, Петр Дмоховськи (1991)

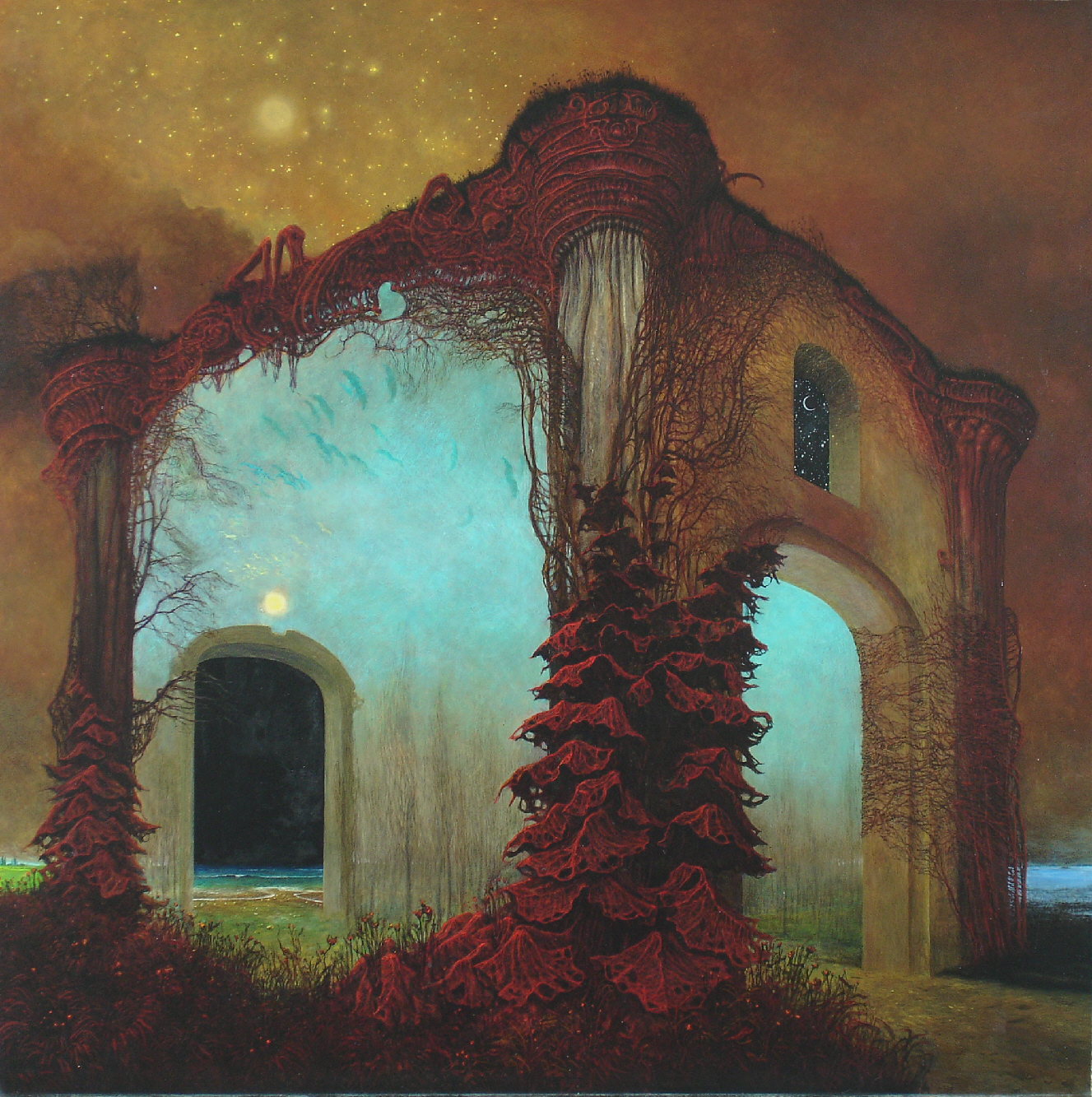
1978 живопис олійними фарбами entitled AA78

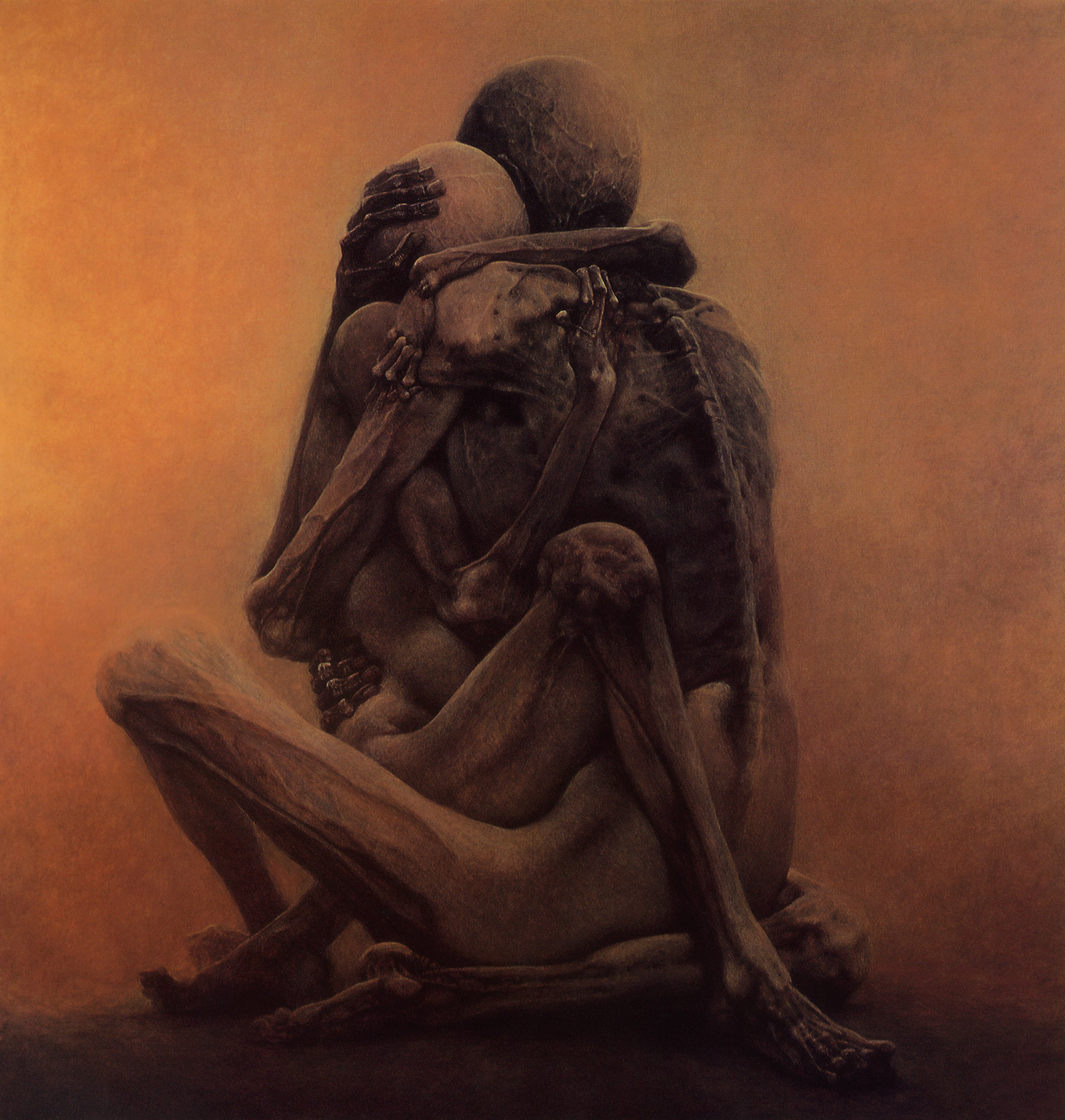
1984 живопис олійними фарбами

Здзіслав Бексінський (пол. Zdzisław Beksiński; 24 лютого 1929, Сянок — 21 лютого 2005, Варшава) — польський художник, скульптор, фотограф.

## Життєпис
Історія родини Бексінського була тісно пов'язана із Сяноком впродовж кількох поколінь. Матеуш Бексінський першим оселився у 19 столітті в 40-х роках. Дід, Владислав Бексінський був міським архітектором і автором багатьох будинків міста Сянок. Батько, Станіслав був інженером і також працював у відділі будівництва міського магістрату.
У часи Другої світової війни Здзіслав навчався у торговельній школі, одночасно перебуваючи на навчанні у таємній гімназії. Навчався він також гри на фортепіано. У 1947 році завершує навчання за спеціальністю фізико-математичні науки, після чого вступає на факультет архітектури Краківської Політехніки.
Під час навчання одружився 30 квітня 1951 року із Софією Геленою Станкевич у м. Динів.
31 травня 1952 року отримав диплом інженера-архітектора і магістра наук технічних. Після завершення навчання продовжував, згідно із розподілом робочих місць, працювати у Кракові, а пізніше у Ряшеві.
У 1955 році після кількох років праці на будівництві на посаді інспектора наглядача, повертається із дружиною до м. Санок.
Певний час (1955—1959) працював розробником дизайну міських автобусів. Створені ним проекти виділялися новаторством стилістики. Як правило, працював на півставки, решту часу приділяючи мистецтву (фотографія, різьба, рисунок, малярство).
Бексінськи вирішив покинути рідне місто влітку 1977 року, після рішення міської влади розібрати родинний будинок Бексінських на вулиці Ягелонській. У 1977 році оселяється із сином та дружиною у Варшаві. Син Томаш переселився у квартиру неподалік.
8 травня 1998 року помирає дружина. Згодом 24 грудня 1999 року чинить самогубство їхній син Томаш. Після цих подій почали з'являтися чутки, що родина Бексінських «проклята».
У 2005 гине також сам Бексінськи.

### Вбивство
Здзіслава Бексінського було вбито в його квартирі у Варшаві на вулиці Сонати 6/314 у ніч з 21 на 22 лютого 2005 року. Вбивцею виявився Павел Гандлер, родина якого раніше підробляла у Здзіслава. Причиною вбивства була відмова позичити 10 тис. злотих.
Вбивця завдав художнику 17 ударів ножем, після чого разом зі своїм двоюрідним братом спробували приховати сліди злочину. За два дні вони були затримані поліцією і засуджені на 25 років (вбивцю) та 4 роки (співучасника).

## Творчість
Як молодий митець, займався фотографією і виграв кілька міжнародних конкурсів. Сьогодні Бексінського рідко пов'язують із чорно-білими фотографіями, однак саме з них розпочалася його кар'єра. Його фотографії відображали людей часто у незвичних позах.
Ще однією формою творчості для митця була абстрактна скульптура, що складалася з металу, дроту і бляхи. Його рельєфи та маски можна побачити у Вроцлавському музеї. Однак згодом Бексінськи перейшов до наступної форми вираження, якою був рисунок. Виставки із елементами садо-мазохістичної естетики можна було оглядати лише на «закритих виставках», що було пов'язане із тогочасними ідеологічними реаліями.
Близько 1964 року почав малювати. В цей час він пориває зв'язок із авангардизмом і повністю віддається фантастичному малюнку, фігуративному, заснованому на олійних фарбах і полотні. Ніколи не давав назви своїм картинам, вважаючи, що кожен глядач може побачити власний зміст та довільно інтерпретувати образи. Перший етап його творчості у малярстві творився під впливом східного містицизму і був наповнений символів, таємничих натяків і передчуття загрози.
У 1957—1960 рр. був учасником неформальної групи фотографів разом із Єжи Левчинськім та Броніславом Шлабсем. Їхня творчість була спробою долучитися до руху «суб'єктивної фотографії» Отто Штайнерта.
У 80-х роках співпрацює із пошановувачем його творчості і колекціонером, адвокатом і професором університету Петром Дмоховським, який проживав у Парижі. Завдяки цьому було організовано кілька виставок у Франції, Бельгії, Німеччині і Японії. Від 1989 до 1996 рр. існувала також у Парижі авторська галерея Бексінського. Через певний час, на початку 90 років існувала також приватна експозиція у музеї мистецтва східно-європейських країн в Осаці (Японія). Цей музей вже не існує, але в Японії і надалі перебувають 70 картин Бексінського.
У творчості 90-х років Бексінські щоразу віддалявся від фантастики, таємничих образів, атмосфери загрози, якими були переповнені його картини із «фантастичного» періоду. Сам він називав цей період «бароковим». Все більше працював над формою, оскільки вважав, що залишається вірним фігурації і тому повинен максимально ефективно використовувати простір, заданий рамками на зразок Малевіча. Цей період він називав «готичним».
Після 2000 року починає працювати із комп'ютерною графікою, не покидаючи малярства.

## Заповіт і збір праць
У 2001 році весь свій творчий спадок Бексінськи записав у заповіті для Історичного музею у Саноку, куди передав близько 300 своїх праць. Після смерті митця, музей отримав 20 останніх робіт, близько 1000 фотографій, а також цілий маєток — будинок, банкові рахунки, комп'ютер. Архіви музею також наповнилися записами мультимедійними, листами і фільмами документальними. Музей наразі є власником найбільшої колекції творінь Бексінського: кілька тисяч картин, рельєфів, скульптур, рисунків, графіки і фотографії.

### Інші колекції творів
Окрім музею у Саноку, великим спадком художника володіють:
- Міська галерея мистецтва у Честохові (близько 50 картин і 100 рисунків з ранньої творчості);
- Вроцлавський музей володіє картинами із періоду «абстрактного», які Бексінськи подарував, не знаючи, що робити із цими картинами;
- Найбільш приватна колекція картин і рисунків Бексінського належить Анні та Петру Дмоховським;
- Як єдиний європеєць має постійну експозицію у Музеї мистецтва в Осаці (Японія).

## Відображення у масовій культурі
- В американському фільмі жахів «Парасомнія» (реж. Вільям Мелоун) використовуються образи Бексінського;
- Мексиканський режисер Гільєрмо дель Торо, за його словами, надихається картинами Бексінського у своїх постановках.
- У 2016 році в Польщі вийшов художній фільм «Остання родина» про Бекшінських. Фільм «Остання родина» переміг на 41. Кінофестивалі в Ґдині. У 2017 році фільм було показано на 6 Перегляді сучасного польського кіно «Під Високим Замком» у Львові та Івано-Франківську.